# Zašová
Zašová (en allemand : Saschau, précédemment : Zaschau) est une commune du district de Vsetín, dans la région de Zlín, en République tchèque. Sa population s'élevait à 3 043 habitants en 2020.

## Géographie
Zašová se trouve à 6 km à l'est du centre de Valašské Meziříčí, à 16 km au nord-nord-est de Vsetín, à 40 km au nord-est de Zlín, à 42 km au sud-ouest d'Ostrava et à 268 km à l'est-sud-est de Prague.
La commune est limitée par Hodslavice et Mořkov au nord, par Zubří à l'est, par Střítež nad Bečvou et Velká Lhota au sud, et par Valašské Meziříčí à l'ouest.

## Histoire
La première mention écrite du village date de 1370.